# FFP New Media
FFP New Media GmbH ist eine deutsche Filmproduktionsgesellschaft.

## Geschichte
FFP wurde 1980 als Frankfurter Filmproduktion von Michael Smeaton gegründet. Sitz war zunächst Frankfurt am Main, zeitweise auch Berlin und Los Angeles. Heute hat die FFP New Media ihren Sitz in Köln und München und beschäftigt 15 feste Mitarbeiter.

## Filmprojekte
FFP produziert Fernsehfilme, Serien, Dokumentationen, Kinderformate und auch Kinofilme. Es wurden TV-Reihen wie zum Beispiel Rosamunde Pilcher und Kommissar Beck sowie Das Kindermädchen produziert.